# Job Vissers
Job Vissers (né le 15 novembre 1984) est un coureur cycliste néerlandais, professionnel en 2010.

## Palmarès
- 2005
  - 3e de Bruxelles-Zepperen
- 2006
  - 3e du Ronde van Zuid-Holland
- 2007
  - 1re étape du Tour du Brabant central
  - 2e du Ronde van Zuid-Holland
  - 2e de l'Omloop van de Braakman
- 2008
  -  Champion des Pays-Bas élites sans contrat
  - Circuit de Campine
  - Omloop van Hoeksche Waard
  - 2e du Championnat du Pays de Waes
- 2010
  - Tour d'Overijssel

## Classements mondiaux
| Année                                 | 2008 | 2009 | 2010 |
| ------------------------------------- | ---- | ---- | ---- |
| UCI Europe Tour                       | 418e | nc   | 379e |
|                                       |      |      |      |
| Légende : nc = non classéSource : UCI |      |      |      |